# GUN レコード
GUN レコード （ガン・レコード）は、ドイツのレコード会社。1990年代にはジャーマン・メタルのレコード・レーベルとして中核を担った。
ボグダン・コペックとヴォルフガング・ファンクがBMGとの合弁事業として1992年に設立。2005年に親会社がソニー・ミュージックエンタテインメントと合併してからも活動していたが、2008年12月に社長であったファンクが会社を去り、翌年2月13日に解散が発表された。
本社はノルトライン＝ヴェストファーレン州ボーフム。名称は Great Unlimited Noises の略。

## 契約したアーティスト
- HIM
- U.D.O.
- アポカリプティカ
- ウィズイン・テンプテーション
- ウームフ!
- オール・エンズ
- クリジウン
- クリーター
- シュトゥルム・ウント・ドラング
- ソドム
- フライリーフ
- ブレット・フォー・マイ・ヴァレンタイン
- ラヴX
- ランニング・ワイルド
- レイジ
- ローディ